# Santa Cesarea Terme
Santa Cesarea Terme – miejscowość i gmina we Włoszech, w regionie Apulia, w prowincji Lecce.
Według danych na rok 2004 gminę zamieszkiwały 3094 osoby, 119 os./km².
Miejscowość znajduje się bardzo blisko morza. Jest to miasteczko turystyczne.